# NGC 4990
NGC 4990 é uma galáxia lenticular (S0) localizada na direcção da constelação de Virgo. Possui uma declinação de -05° 16' 21" e uma ascensão recta de 13 horas, 09 minutos e 17,3 segundos.
A galáxia NGC 4990 foi descoberta em 23 de Março de 1865 por Heinrich Louis d'Arrest.